# HR 4796
HR 4796 (HD 109573 / HIP 61498 / SAO 203621) es un sistema estelar en la constelación de Centauro de magnitud aparente +5,80.
Forma parte de la asociación estelar de TW Hydrae, por lo que también es conocida como TWA 11.
Se encuentra a 220 años luz de distancia del sistema solar.

## Características del sistema
Las componentes principales de HR 4796 forman un sistema binario, siendo estrellas muy jóvenes con una edad en torno a 8 millones de años.
La componente principal, HR 4796 A, es una estrella blanca de la secuencia principal de tipo espectral A0V con una temperatura efectiva de 9311 K. Su diámetro es aproximadamente el doble que el del Sol y gira sobre sí misma con una velocidad de rotación proyectada de 152 km/s.
Su luminosidad es unas 23 veces mayor que la luminosidad solar.
La componente secundaria, HR 4796 B, tiene magnitud +13,3.
Es una enana roja de tipo M2.5 con una temperatura de 3592 K, y rota con una velocidad de al menos 12 km/s.
La separación entre las dos estrellas es de 500 UA.
Una tercera estrella, denominada 2M1235-39, parece estar gravitacionalmente unida al sistema.
De tipo espectral M4.5, tiene magnitud +15,7 en banda B.
Se piensa que forma una binaria amplia con HR4796 AB, de la que estaría separada 135.000 UA.

## Disco circunestelar
En torno a HR 4796 A se ha encontrado un disco protoplanetario de polvo de unas 200 UA de diámetro. 
La masa del material que forma el disco se estima entre 1026 y 1027 g. Sus características indican que es más joven y rico en polvo que el cinturón de Kuiper, su análogo en el sistema solar.
El estudio de este disco en distintas longitudes de onda sugiere que las partículas que predominan tienen 1,4 μm de radio y están formadas por tolinas, moléculas orgánicas complejas que existen en el sistema solar exterior, especialmente en las lunas Tritón y Titán. La presencia de material orgánico alrededor de una estrella en las últimas fases de la formación de planetas gigantes, implica que los bloques básicos para la vida pueden ser corrientes en sistemas planetarios.